# Aittasaaret (ö i Lappland, Norra Lappland, lat 68,79, long 28,20)
Aittasaaret, nordsamiska: Äittisuolluuh, är en ö i Finland. Den ligger i sjön Sarmijärvi och i kommunen Enare i den ekonomiska regionen Norra Lappland och landskapet Lappland, i den norra delen av landet, 1 000 km norr om huvudstaden Helsingfors. Öns area är 0,5 hektar och dess största längd är 110 meter i sydväst-nordöstlig riktning.  Notera att namnet antyder att det är fråga om flera öar.